# Olympische Sommerspiele 1924/Leichtathletik – 10.000 m (Männer)

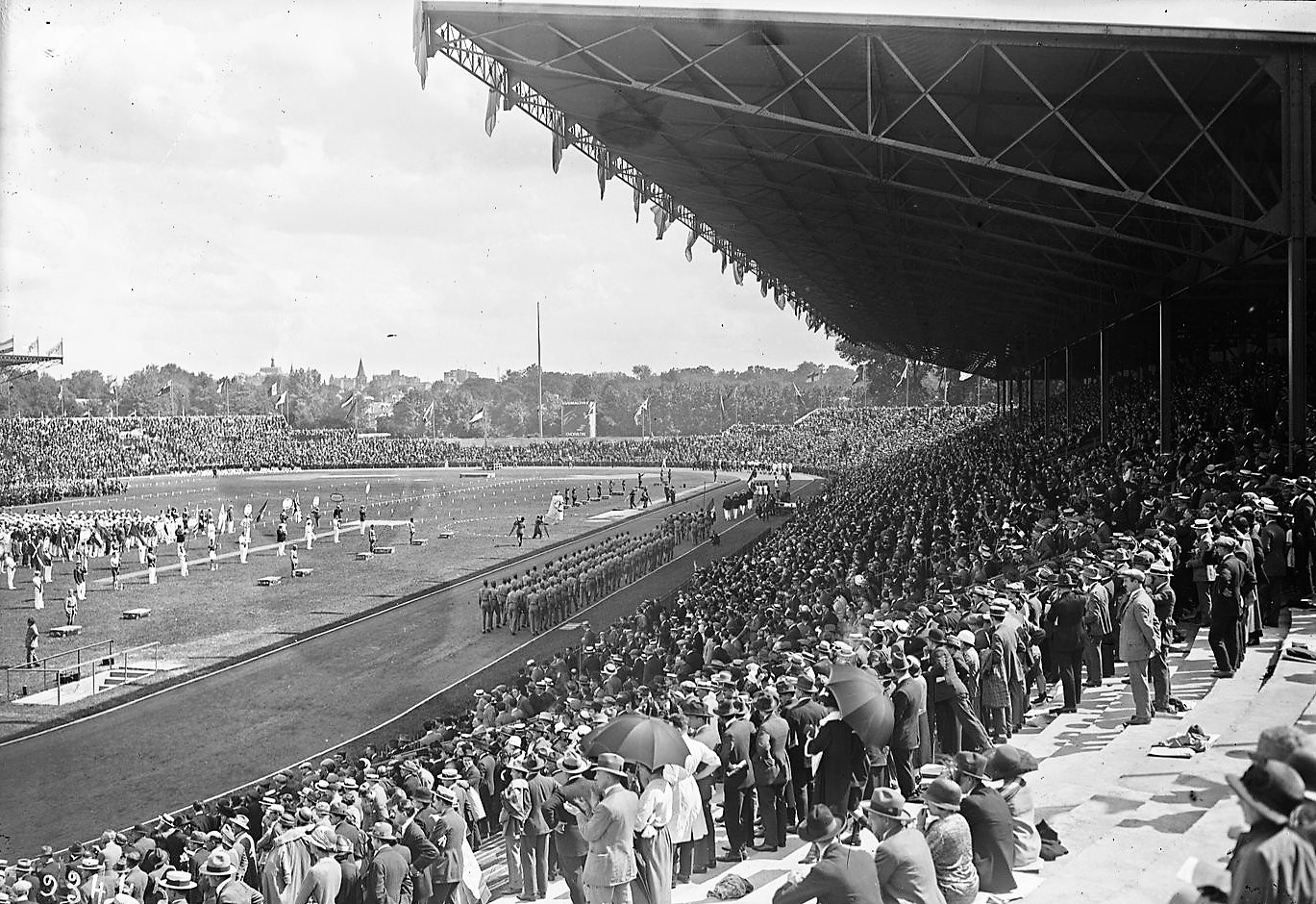
Das Olympiastadion während der Eröffnungszeremonie

Der 10.000-Meter-Lauf der Männer bei den Olympischen Spielen 1924 in Paris wurde am 6. Juli 1924 im Stade de Colombes ausgetragen. Es starteten 33 Athleten aus sechzehn Ländern. Darüber hinaus hatten elf Läufer ihre Teilnahme gemeldet, die jedoch auf einen Start verzichteten.
Olympiasieger wurde der Finne Ville Ritola, der in neuer Weltrekordzeit vor dem Schweden Edvin Wide gewann. Bronze ging an den Finnen Eero Berg.
Eine Besonderheit bei diesem Rennen bestand darin, dass die Stadionrunde in Colombes eine Länge von 500 Metern hatte.

## Rekorde

### Bestehende Rekorde
| WR | 30:35,4 min | Ville Ritola ( Finnland)                      | Helsinki, Finnland     | 25. Mai 1924 |
| OR | 31:20,8 min | Hannes Kolehmainen ( Großfürstentum Finnland) | OS Stockholm, Schweden | 8. Juli 1912 |

### Rekordverbesserung
Der finnische Olympiasieger Ville Ritola verbesserte im Rennen am 6. Juli den olympischen Rekord um 57,6 Sekunden und den Weltrekord um 12,2 Sekunden auf 30:23,2 min.

## Renngestaltung

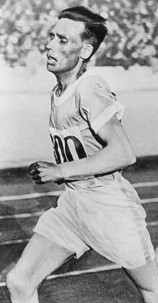
Ville Ritola – Olympiasieger in Weltrekordzeit

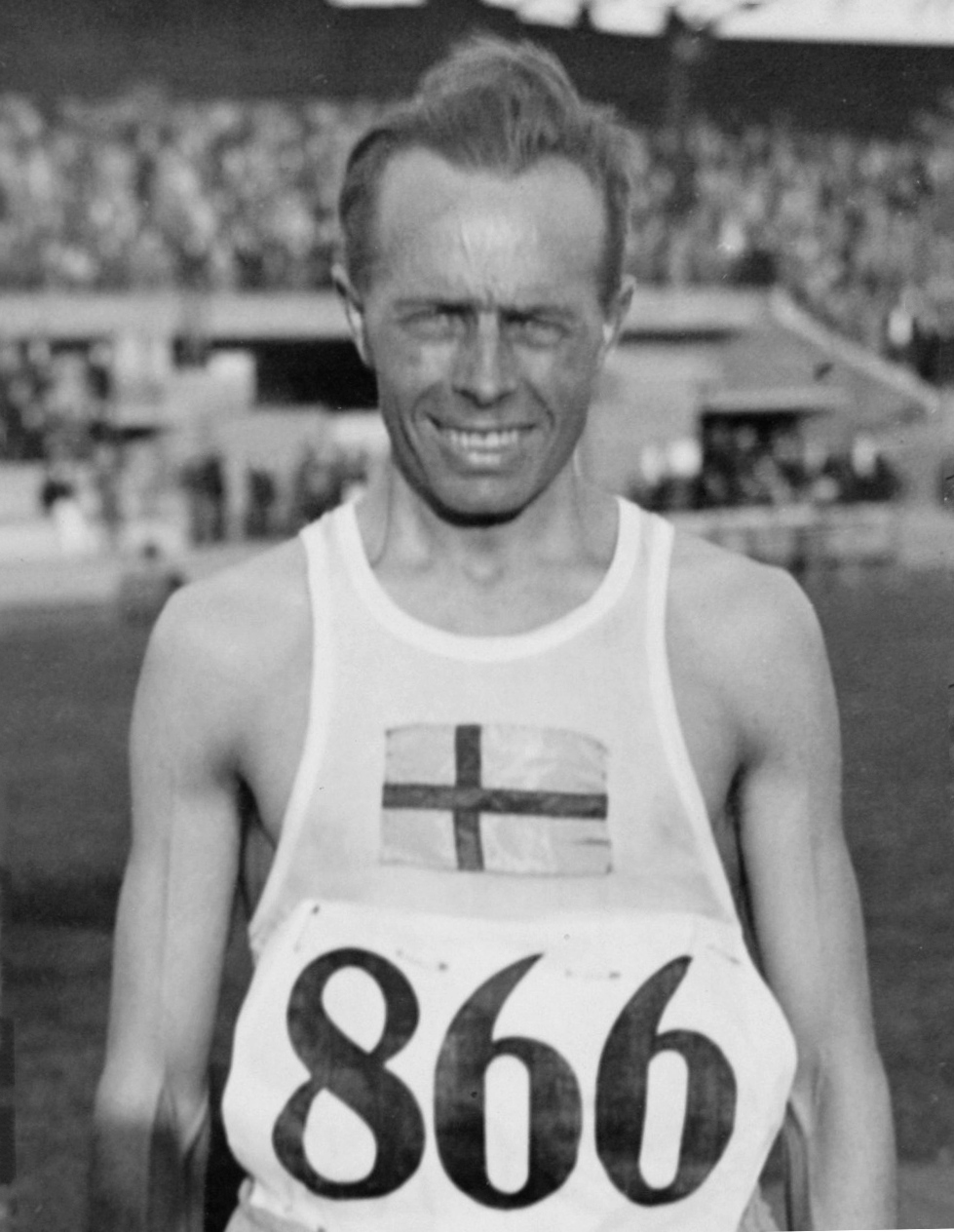
Silbermedaillengewinner Edvin Wide

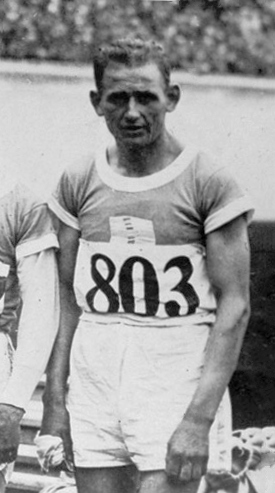
Der viertplatzierte Väinö Sipilä

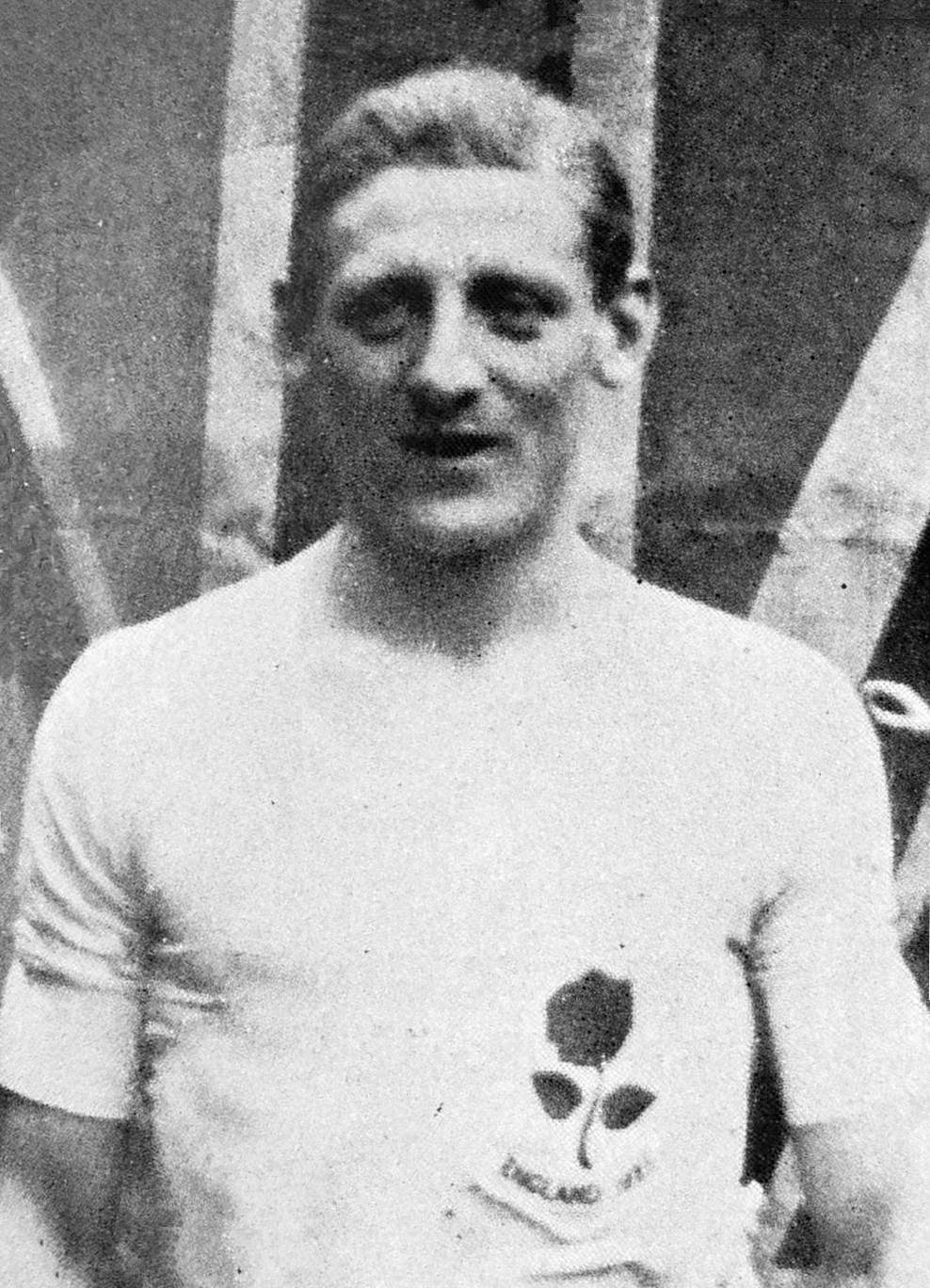
Ernie Harper kam auf Platz fünf ins Ziel

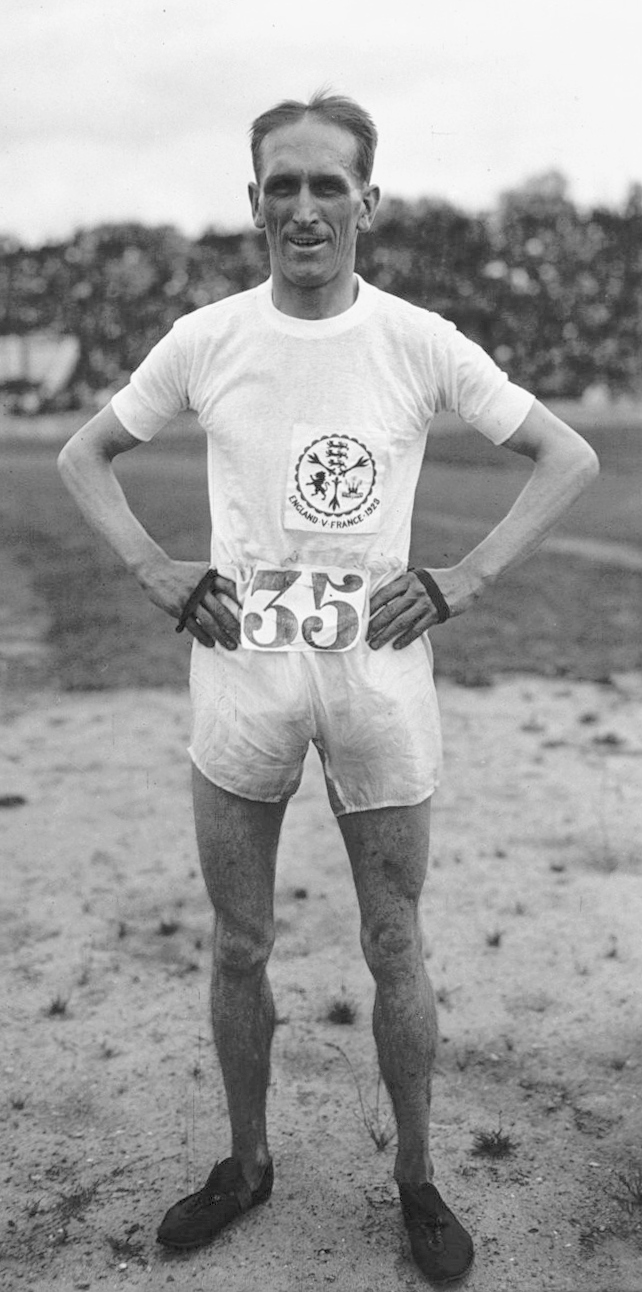
Halland Britton belegte Rang sechs

Die folgende Tabelle gibt mithilfe der Zwischenzeiten auf den zehn 1000-Meter-Abschnitten Aufschluss über die Renngestaltung in diesem Wettbewerb.
| Zwischenzeiten      | Zwischenzeiten | Zwischenzeiten | Zwischenzeiten |
| Zwischenzeit- Marke | Zwischenzeit   | Führender      | 1000-m-Zeit    |
| ------------------- | -------------- | -------------- | -------------- |
| 1000 m              | 2:47,8 min     | Edvin Wide     | 2:47,8 min     |
| 2000 m              | 5:45,2 min     | Edvin Wide     | 2:57,4 min     |
| 3000 m              | 8:47,4 min     | Edvin Wide     | 3:02,2 min     |
| 4000 m              | 11:52,6 min    | Ville Ritola   | 3:05,2 min     |
| 5000 m              | 15:00,2 min    | Ville Ritola   | 3:07,6 min     |
| 6000 m              | 18:05,6 min    | Ville Ritola   | 3:05,4 min     |
| 7000 m              | 21:05,6 min    | Ville Ritola   | 3:00,0 min     |
| 8000 m              | 24:14,2 min    | Ville Ritola   | 3:08,6 min     |
| 9000 m              | 27:19,6 min    | Ville Ritola   | 3:05,4 min     |
| 10.000 m            | 30:23,2 min    | Ville Ritola   | 3:03,6 min     |

## Endergebnis
Datum: 6. Juli 1924
| Platz | Name                  | Nation                | Zeit        | Anmerkung |
| ----- | --------------------- | --------------------- | ----------- | --------- |
| 1     | Ville Ritola          | Finnland              | 30:23,2 min | WR        |
| 2     | Edvin Wide            | Schweden              | 30:55,2 min |           |
| 3     | Eero Berg             | Finnland              | 31:43,0 min |           |
| 4     | Väinö Sipilä          | Finnland              | 31:50,2 min |           |
| 5     | Ernie Harper          | Großbritannien        | 31:58,0 min |           |
| 6     | Halland Britton       | Großbritannien        | 32:06,0 min |           |
| 7     | Guillaume Tell        | Frankreich            | 32:12,0 min |           |
| 8     | Earl Johnson          | USA                   | 32:17,0 min |           |
| 9     | Robert Marchal        | Frankreich            | 32:33,0 min |           |
| 10    | Artūrs Motmillers     | Lettland              | 32:44,0 min |           |
| 11    | Henri Lauvaux         | Frankreich            | 32:48,0 min |           |
| 12    | Gaston Heuet          | Frankreich            | 32:52,0 min |           |
| 13    | Sven Thuresson        | Schweden              | k. A.       |           |
| 14    | Charles Clibbon       | Großbritannien        | k. A.       |           |
| 15    | John Gray             | USA                   | k. A.       |           |
| 16    | Sidon Ebeling         | Schweden              | k. A.       |           |
| DNF   | Vyron Athanasiadis    | Griechenland          |             |           |
| DNF   | Gösta Bergström       | Schweden              |             |           |
| DNF   | Verne Booth           | USA                   |             |           |
| DNF   | Vilis Cimmermanis     | Lettland              |             |           |
| DNF   | John Clarke           | Irischer Freistaat    |             |           |
| DNF   | Pedro Curiel          | Mexiko                |             |           |
| DNF   | Alberto Jarrín        | Ecuador               |             |           |
| DNF   | Wayne Johnson         | USA                   |             |           |
| DNF   | Pál Király            | Ungarn                |             |           |
| DNF   | Alexandros Kranis     | Griechenland          |             |           |
| DNF   | John Ryan             | Irischer Freistaat    |             |           |
| DNF   | Pala Singh            | Britisch-Indien       |             |           |
| DNF   | Carlo Speroni         | Königreich Italien    |             |           |
| DNF   | Anton Zwetanow        | Bulgarien             |             |           |
| DNF   | Wassil Wenkow         | Bulgarien             |             |           |
| DNF   | Eddie Webster         | Großbritannien        |             |           |
| DNF   | Camiel van de Welde   | Belgien               |             |           |
| DNS   | J.P. Clarke           | Irischer Freistaat    |             |           |
| DNS   | José Francisco Cuevas | Mexiko                |             |           |
| DNS   | István Kultsár        | Ungarn                |             |           |
| DNS   | Malcolm Boyd          | Australien            |             |           |
| DNS   | Hans Kantor           | Deutschösterreich     |             |           |
| DNS   | Manuel Plaza          | Chile                 |             |           |
| DNS   | Yahei Miura           | Japan                 |             |           |
| DNS   | Katsuo Okazaki        | Japan                 |             |           |
| DNS   | Kikunosuke Tashiro    | Japan                 |             |           |
| DNS   | Stefan Szelestowski   | Polen                 |             |           |
| DNS   | Len Richardson        | Südafrikanische Union |             |           |

Paavo Nurmi, dem eigentlichen Favorit auf dieser Distanz und Olympiasieger von 1920, wurde vom finnischen Verband nahegelegt, an diesem Rennen nicht teilzunehmen. Die Offiziellen befürchteten eine Überbelastung ihres Stars. So konnte sich Nurmis Landsmann Ville Ritola sich frei entfalten und das Rennen für sich entscheiden. Dabei verbesserte er seinen eigenen Weltrekord um mehr als zwölf Sekunden.
Anfangs führte der Schwede Edvin Wide, der auf den ersten 1000 Metern mit 2:47,8 min ein höllisches Tempo anschlug und auch auf dem zweiten tausend-Meter-Abschnitt noch deutlich unter drei Minuten blieb. Dann ließ das Tempo ein wenig nach, bewegte sich jedoch immer noch klar auf einen neuen Weltrekord hin. Wide und Ritola führten mit weitem Abstand vor dem restlichen Feld. Nach der 3000-Meter-Marke übernahm Ritola die Spitze mit 1000-Meter-Abschnitten von knapp über drei Minuten. Bei 4000 Metern musste Wide den Kontakt zum Finnen abreißen lassen. Ritola lief nun ein einsames Rennen und siegte mit mehr als einer halben Minute Vorsprung vor Wide. Die Plätze drei und vier gingen mit einem Rückstand von knapp 38 Sekunden auf Wide an zwei weitere Finnen. Bronze gewann Eero Berg, Vierter wurde Väinö Sipilä.
Fachleute gingen davon aus, dass Nurmi sich mit diesem Ritola sehr schwer getan hätte. Allerdings pulverisierte Nurmi Ende August Ritolas Weltrekord mit 30:06,2 min.
Ritolas Sieg war der dritte finnische Erfolg über 10.000 Meter im dritten olympischen Wettbewerb. Edvin Wide gewann die erste schwedische Medaille in dieser Disziplin.

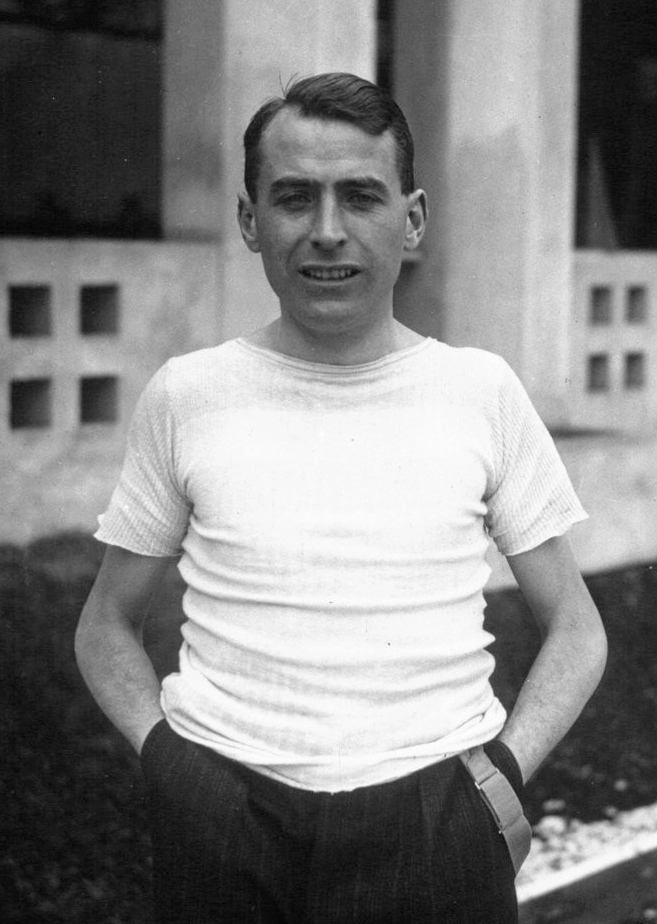
Robert Marchal erreichte Platz neun
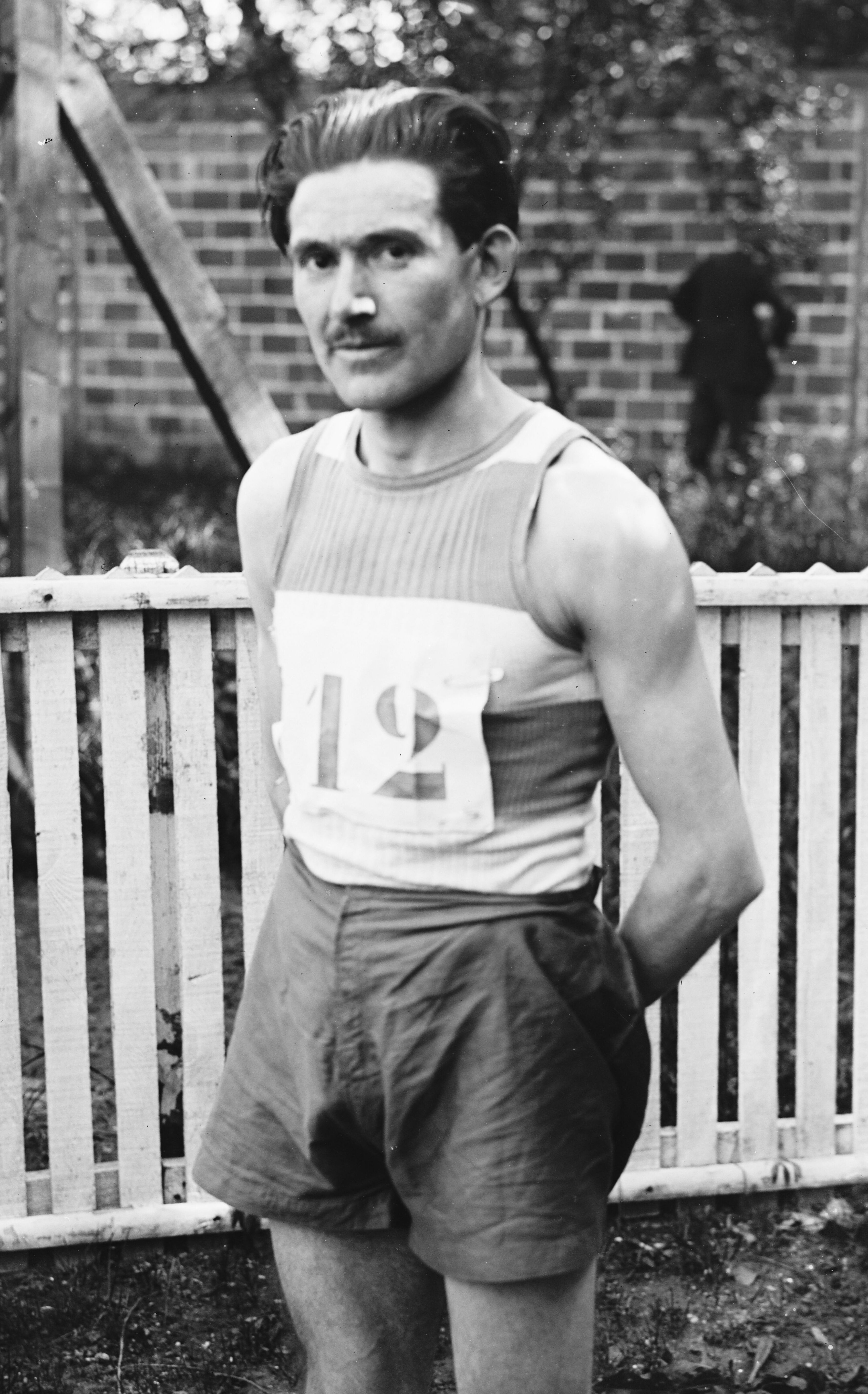
Gaston Heuet wurde Zwölfter
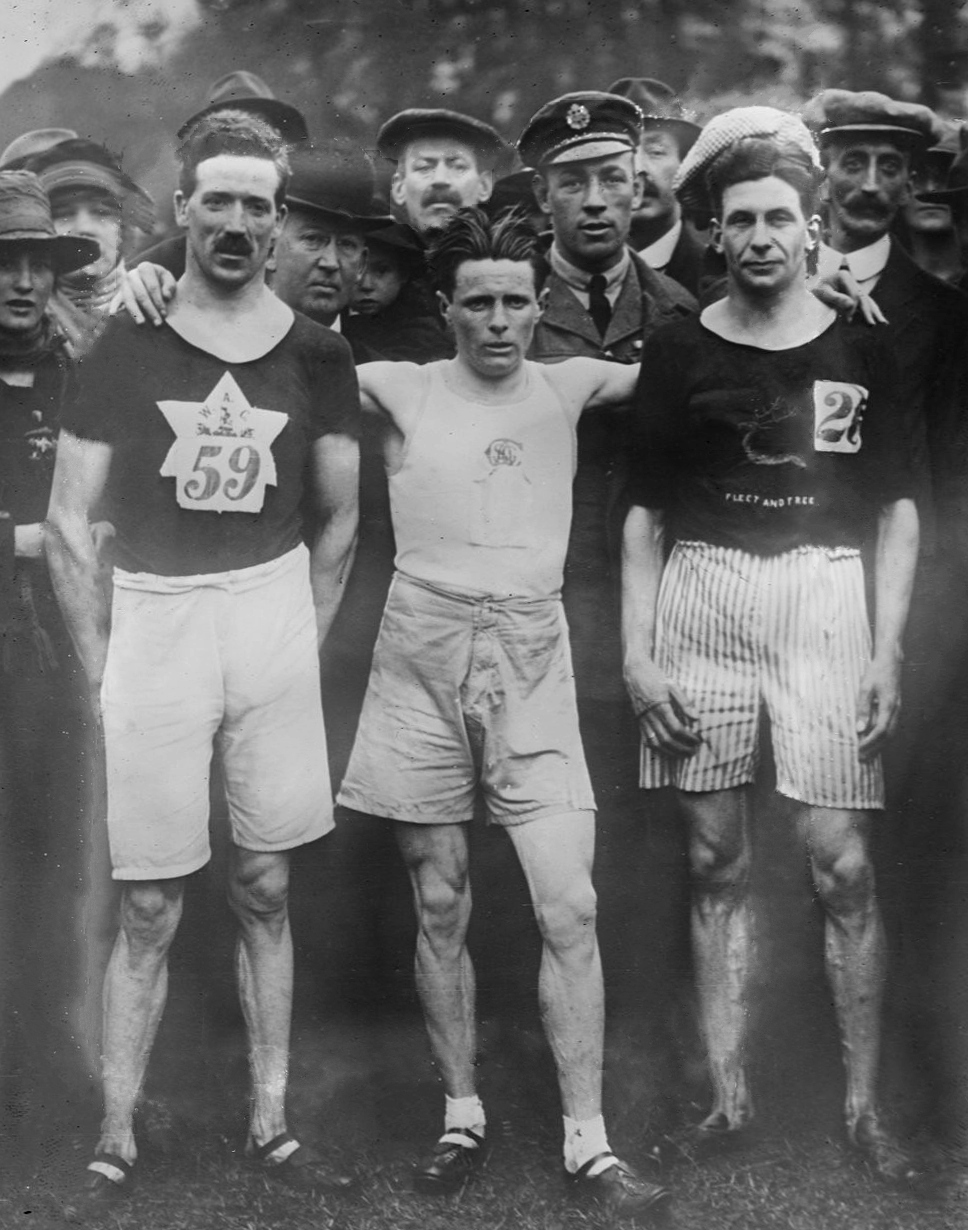
Charles Clibbon (links) – Rang vierzehn
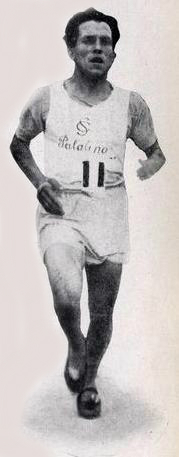
Carlo Speroni musste das Rennen aufgeben

## Video
- The Olympic Games in Paris, 1924 (1925 Documentary), youtube.com, Bereich: 40:53 min bis 42:37 min, abgerufen am 2. Juni 2021